# ハマースミス・アンド・フラム区
ハマースミス・アンド・フラム・ロンドン自治区（ハマースミス・アンド・フラム・ロンドンじちく、英: London Borough of Hammersmith and Fulham）は、イングランドのロンドン西部にあるロンドン自治区の一つで、インナー・ロンドンの一部を構成する。1963年ロンドン政府法により設置された :5 。区の自治主体はハマースミス・アンド・フラム・ロンドン自治区議会である。区東側は、ケンジントン・アンド・チェルシー区と接する。チェルシーFC、フラムFC、クイーンズ・パーク・レンジャーズFCの3つのプロサッカークラブの本拠地としても知られる。

## 地理
東側でケンジントン・アンド・チェルシー区、西側で北から順にイーリング区、ハウンズロー区、リッチモンド・アポン・テムズ区、南側でワンズワース区、北側でブレント区と隣接する。

## 地区

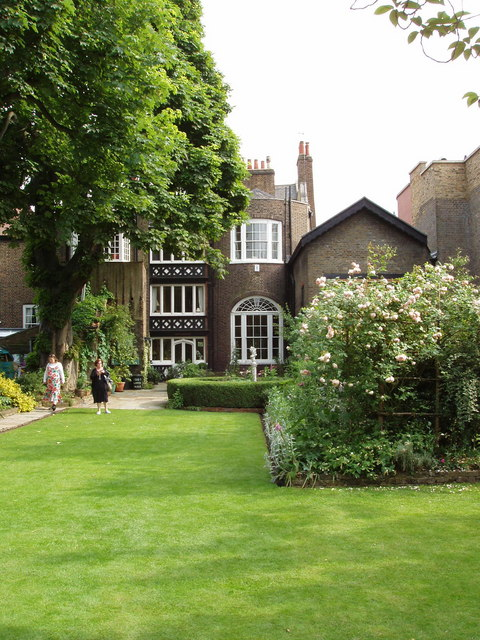
テムズ河畔 Hammersmith's Upper Mall「ケルムスコット・ハウス」(1780年頃築)。1878年にアーツ・アンド・クラフツ運動の主導者ウィリアム・モリスが借りて、亡くなるまでの18年間居住した。
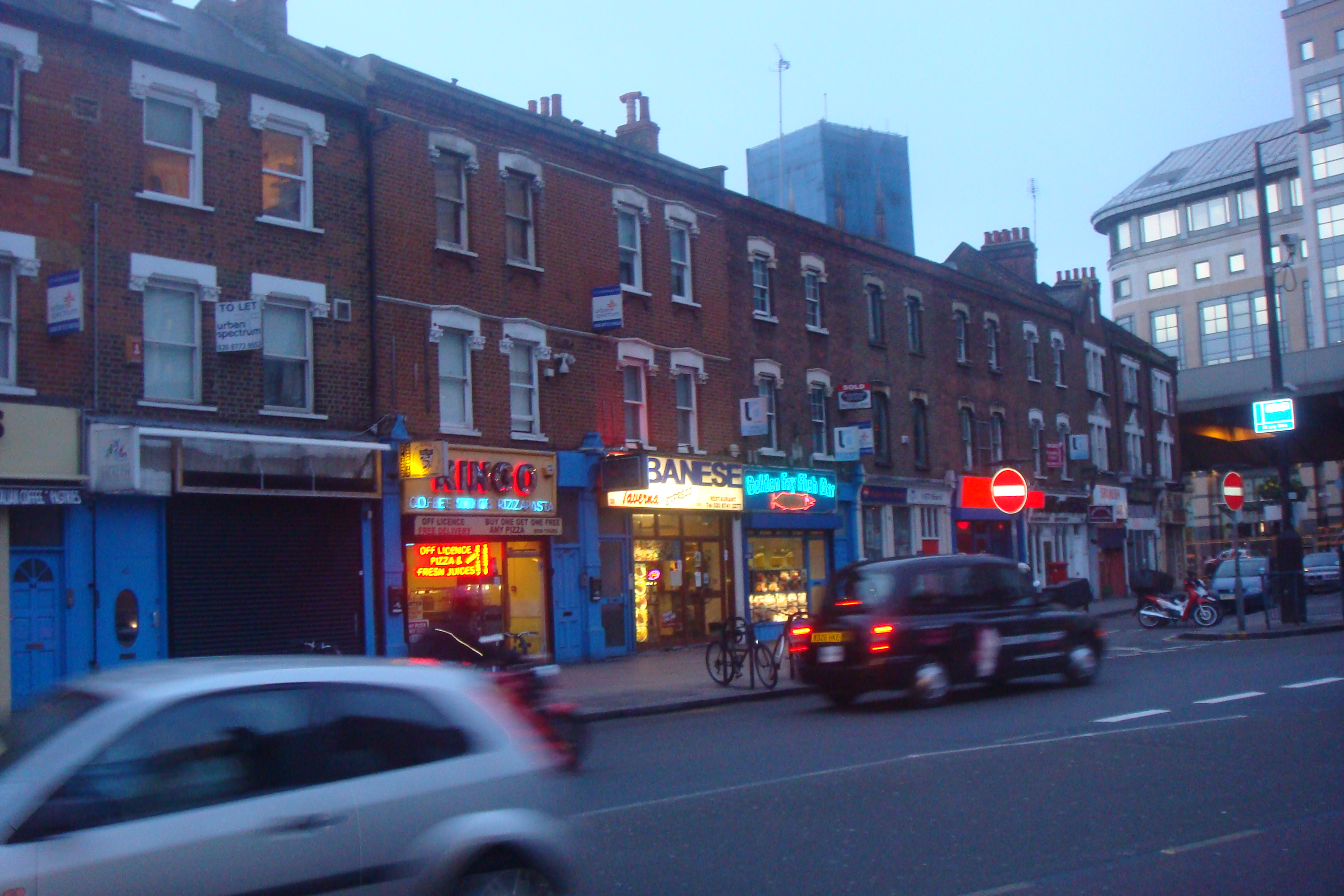
ハマースミス界隈、2009年1月
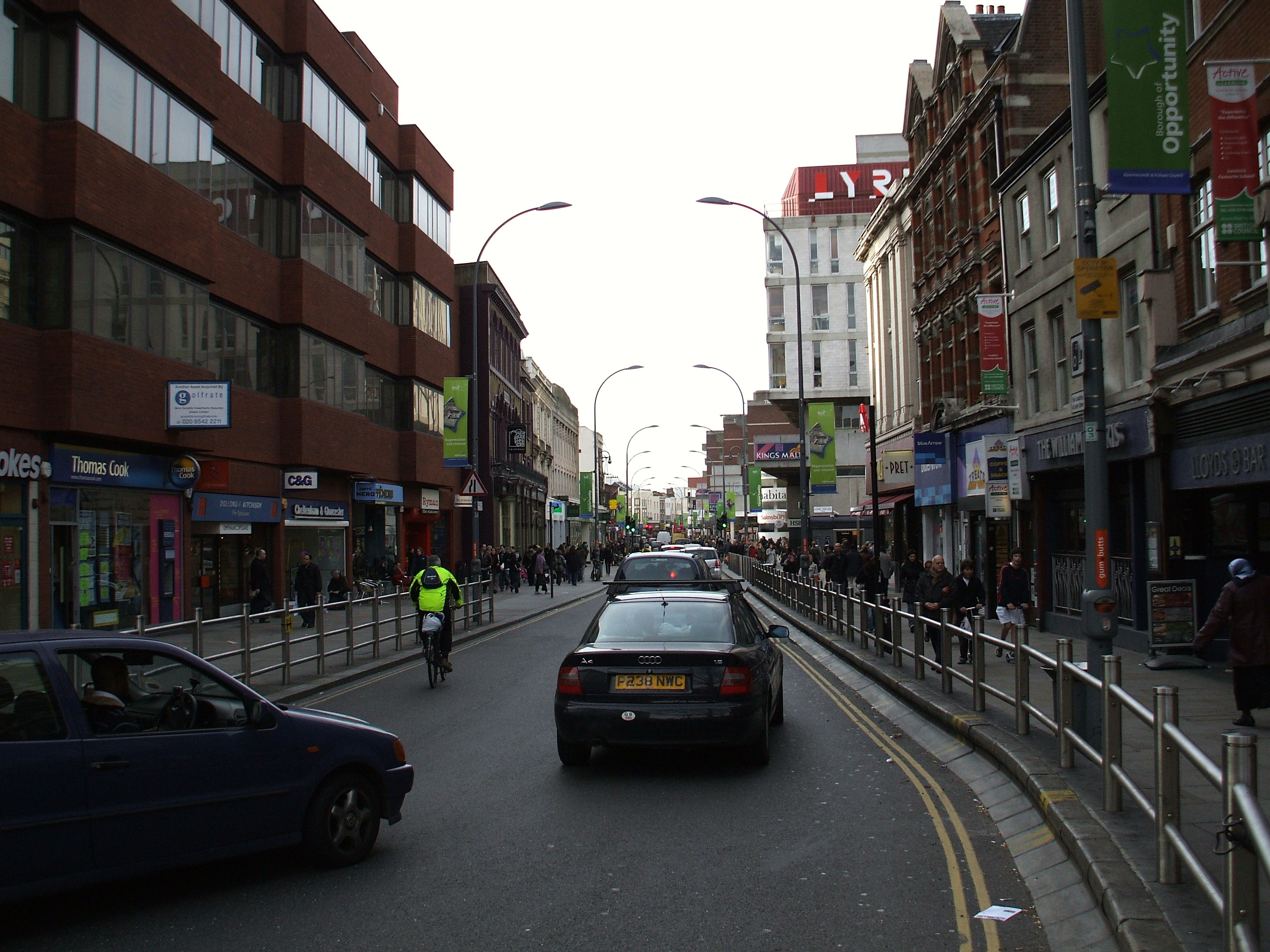
ハマースミス界隈の主要ショッピング街キング・ストリート (King Street, Hammersmith)
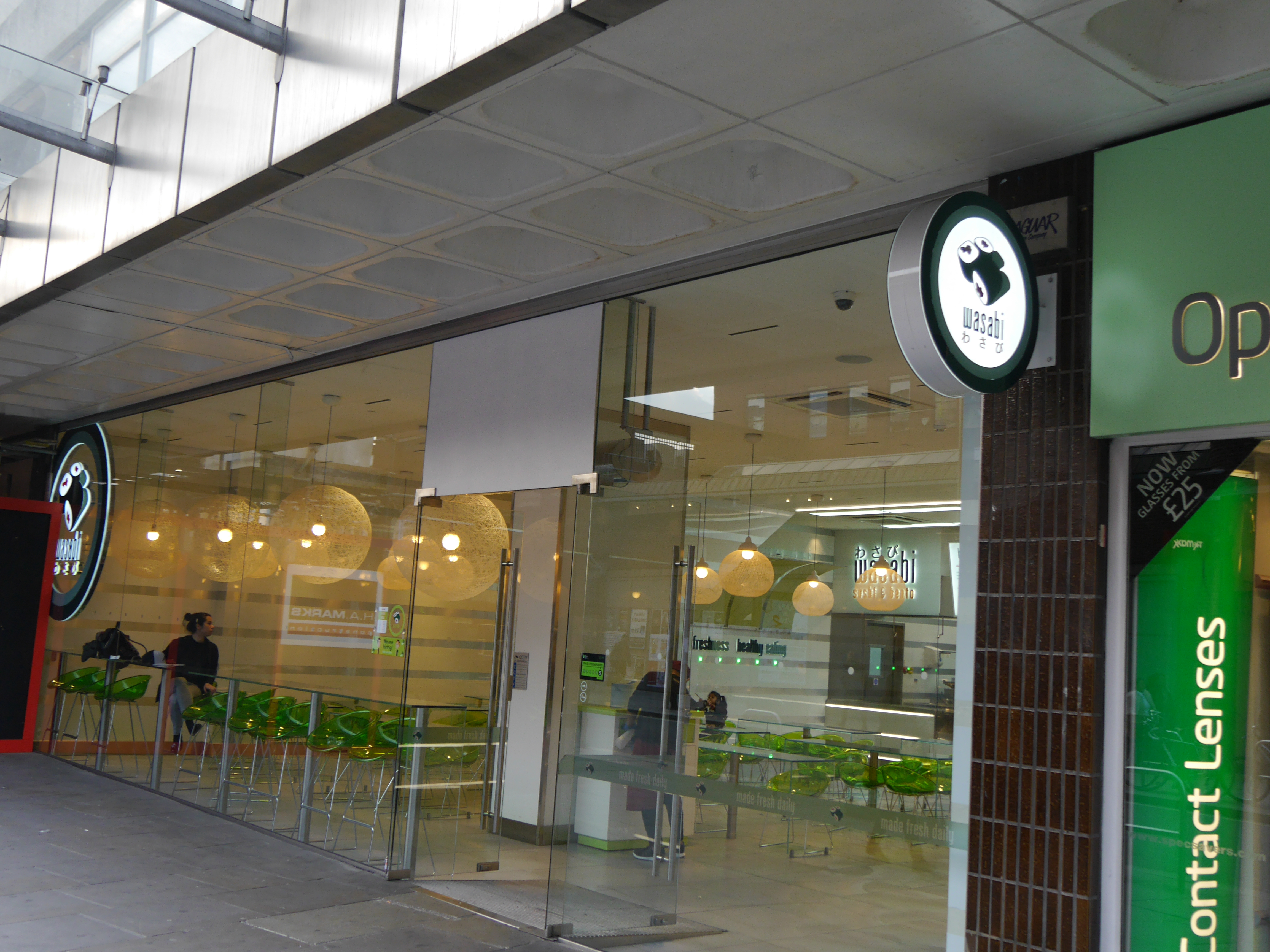
同キング・ストリートやショッピングセンターHammersmith Broadwayなどで展開するファーストフード店「 Wasabi」（わさび）。ロンドンやNYで展開する韓国系によるレストランチェーン店。
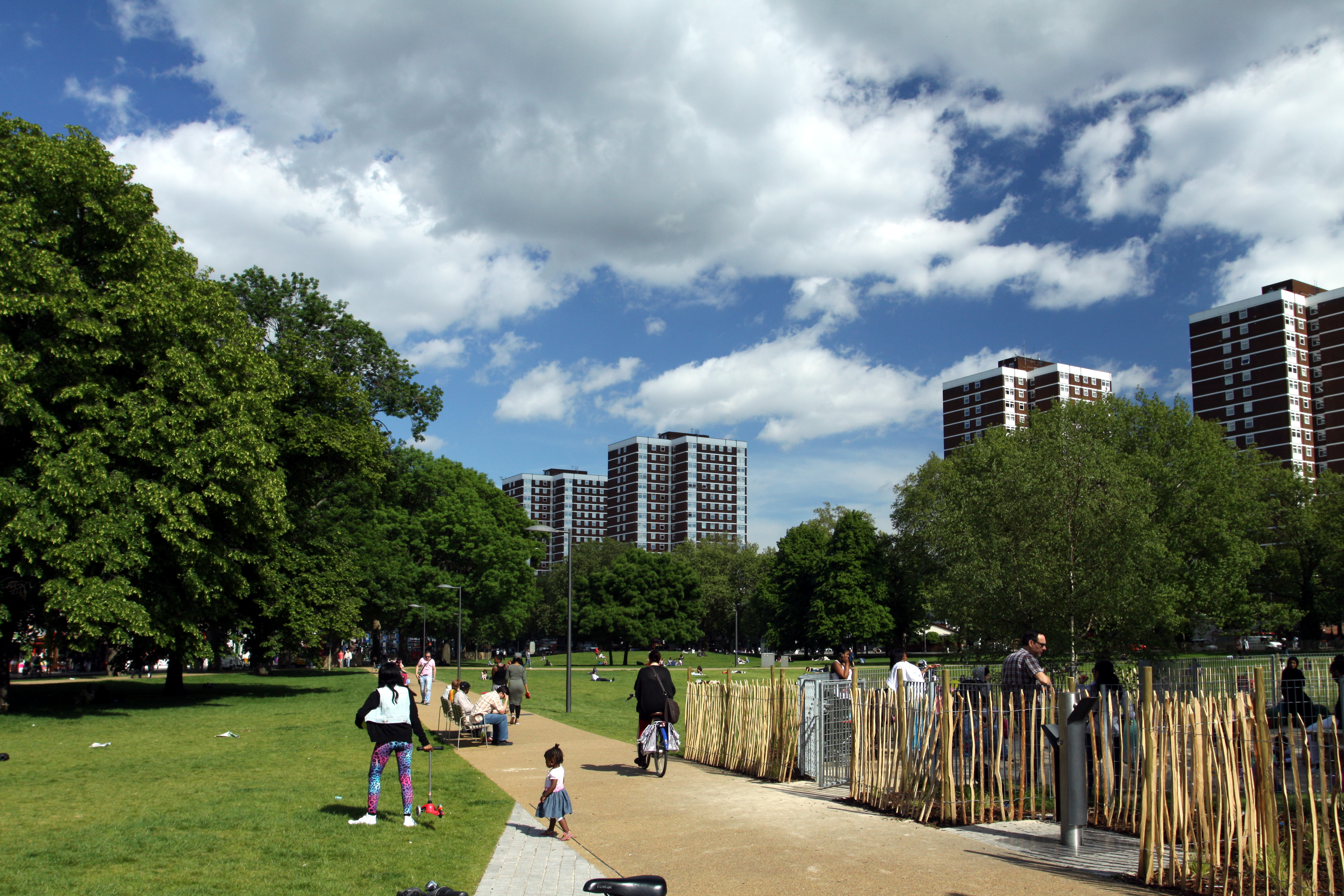
シェパーズ・ブッシュ・グリーン (Shepherd's Bush Green). またはシェパーズ・ブッシュ・コモン (Shepherd's Bush Common)
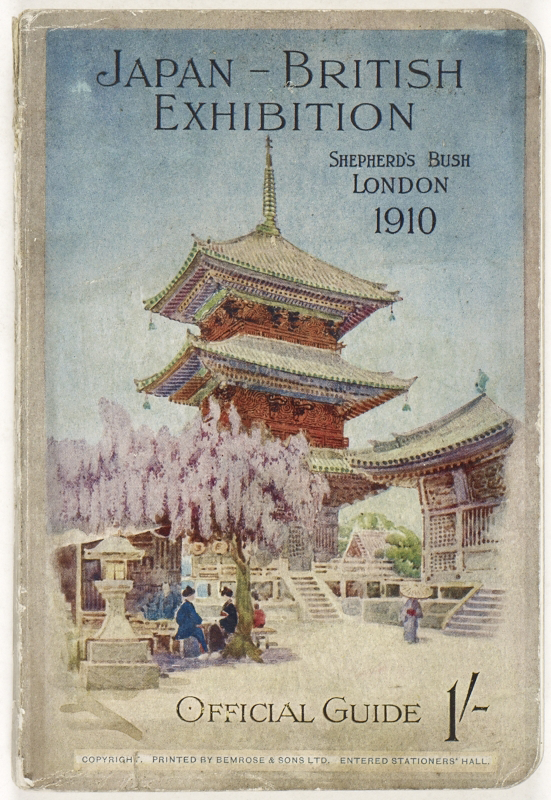
1910年、日英同盟更新に続き大日本帝国主催の日英博覧会。ホワイト・シティ (White City) で開催された。

- チェルシー・ハーバー (Chelsea Harbour、ケンジントン・アンド・チェルシー区に一部跨がる。ブロンプトンやチェルシー、テムズ対岸バタシーに隣接している）
  - 元はフラムのパリッシュ（小教区）であるサンズ・エンド（Sands End）という場所で、17世紀後半に建てられたサンドフォード・マナー・ハウス（en, 現在は事務所フロア用ビルに用いられている）に国王チャールズ2世の公妾ネル・グウィンが居住していたことで知られている[3]。しかし19世紀初めガス会社に土地を転用され、ヴィクトリア朝期には英国国鉄の前身会社に汽車用の石炭置き場にされた。そのため一部で土壌汚染も激しかったが、1986年から複合用途開発地区に指定されマリーナなどを完備する洗練された地区になった。
- サンズ・エンド (Sands End)
- フラム (Fulham)
  - 区の中央から南側の地区。東西にキングズ・ロードが名を改めニュー・キングズ・ロードがパトニー・ブリッジ（パトニー橋）界隈まで走る。
- ハーリンガム (Hurlingham (fr))
  - フラムの西側にある地区。テムズ河岸パトニー・ブリッジ（パトニー橋）の東側界隈。テムズ川に面するスポーツセンターでポロの国際機関の一つザ・ハーリンガム・クラブ (The Hurlingham Club) や公園がある。
- パーソンズ・グリーン (Parsons Green)
  - フラム内の公園、及びその界隈一帯の名称。
- ウォラム・グリーン (Walham Green)
  - フラムないしウェスト・ブロンプトン界隈にある一帯の名称。
- ウェスト・ケンジントン (West Kensington、ケンジントン・アンド・チェルシー区に一部跨がる) 
  - ハマースミスやバロンズ・コートを北に、フラムのテムズ川河岸パトニー・ブリッジ（パトニー橋）西側にあるフラム・パレス（en）を南西に、隣区ケンジントン&チェルシー区のホランド・パークやアールズ・コート、ウェスト・ブロンプトン界隈を東にした一帯の総称。
- バロンズ・コート (Baron's Court (fr))
  - 区の中央部にある住宅街。
- ハマースミス (Hammersmith)
  - 区の中央から北側地区。ホワイト・シティやシェパーズ・ブッシュは北西側にある。
- ブルック・グリーン (Brook Green)
  - 区の中央部にある公園、及びその界隈の名称。
- シェパーズ・ブッシュ (Shepherd's Bush)
- ホワイト・シティ (White City)
- オールド・オーク・コモン（Old Oak Common、ブレント区ハールズデン (Harlesden) に隣接している）
  - 区の北西端にある一帯の名称。大型の鉄道車両基地 (en) がある。隣接パーク・ロイヤル（Park Royal, ブレント区とイーリング区に跨がる地区）地区と共に都市再開発地区にあたり、その潜在性から "ウェスト・ロンドンのカナリーワーフ" と呼ばれている。南側に、かつてロンドン空襲時に補助地方義勇軍が活動した大型平原スペースないし公園ウォームウッド・スクラブス (en) や、ウォームウッド監獄 (en, 男性監獄) などがあり、ホワイト・シティ地区に至る。
- コレッジ・パーク（College Park、ブレント区及びケンジントン・アンド・チェルシー区ノッティング・ヒル北側界隈に跨がるケンサル・グリーン (Kensal Green) に隣接している）
  - 区の最北端にある大型公園、及びその一帯の名称。
- イースト・アクトン (East Acton、イーリング区に隣接している）

## 経済
2008年10月、シェパーズ・ブッシュ界隈のホワイト・シティには、豪州不動産企業ウェストフィールド・グループが所有展開するショッピングモール「ウェストフィールド・ロンドン」(en) が開業した。ホワイト・シティは、もとは、長年の宿敵関係から英仏協商が締結されたのを記念として1908年に英仏博覧会 (en) が開催されたのを手始めに、その後も1908年ロンドンオリンピックや1910年日英博覧会などが開催された地になる（詳細は「英語版の該当箇所」を参照）。
その後、界隈の土地不動産は「ブラウンフィールド」として手つかずだったり紆余曲折を経て、大型商業施設ウェストフィールドの開業に伴い、ケンジントン・ハイ・ストリート (en) など付近界隈の主要商業地にも激震が走った。対抗策としてショッピングがしやすくなるよう道路のレイアウトを変更するなどの試みが為されている。
また、同ホワイト・シティにはホワイトシティ・スタジアムが1985年に閉鎖された跡地にBBCテレビジョンセンターがある。2012年1月には、イラン航空が区内にオフィスを構えた。
ハマースミス&フラム特別区に拠点を置く企業を以下に示す。
- ハロッズ本社（ハマースミス・ロード68番地）[4]
- ヴァージン・グループ本社（ブルック・グリーン50番地、スクール・ハウス）[5]
- ソニーモバイルコミュニケーションズ旧本社[6]
- イベリア航空（ハマースミス・ブロードウェイ10番地、イベリア・ハウス）[7]
- 全日本空輸ロンドン事務所（シェパーズ・ブッシュ・ロード200番地、ハイス・ハウス）[8][9][10]
- 南アフリカ航空英国事務所[11]
- イラン航空ロンドン事務所（ハマースミス・ロード177-179番地）[12][13]
- カプコン傘下CE Europe LTD.
- コカ・コーラ UK
- ディズニー UK
- ロレアル UK

## スポーツ
毎年6月下旬にクイーンズ・クラブ選手権が実施される、テニスやスカッシュ等のスポーツセンターであるクイーンズ・クラブ (Queen's Club) が、ウェスト・ケンジントンにある。
また、ポロの世界的機関の一つであり、バックギャモン、チェス、ブリッジ、ローンボウルズ、クリケット、クロッケー、ボウリングの元祖スキットルズ (en)、テニス、スカッシュ等のスポーツセンターであるザ・ハーリンガム・クラブ (The Hurlingham Club) が、フラムにある。
サッカーチームでは、共にプレミアリーグに所属するチェルシーFCとフラムFC、EFLチャンピオンシップに所属するクイーンズ・パーク・レンジャーズFCが、同区内を本拠地としている。
ラグビーチームでは、ハマースミス・アンド・フラムRFC (Hammersmith & Fulham RFC) が30年以上にわたって区内で活動し、男性・女性チームがある。
この他に、公営・民間のテニスコートが区内にいくつかあり、テムズ川ではボート競技が行われている。

## 関係者

### 出身者
- ヴィダル・サスーン（実業家・ヘアドレッサー）
- ニコラス・スターン（経済学者、大蔵次官）
- サミュエル・ウェスト（男優）
- トレイシー・ハイド（元女優・子役） - フラム出身
- キット・ハリントン（男優）
- リリー・ドナルドソン（モデル）
- ミーシャ・バートン（モデル・女優）
- スチュアート・ピアース（サッカー選手） - シェパーズ・ブッシュ生まれ
- マーカス・ベント（サッカー選手） - ハマースミス生まれ
- リー・クック（サッカー選手） - ハマースミス生まれ
- フランク・ブルーノ（ボクシング選手） - ハマースミス生まれ
- ジョー・カルザゲ（ボクシング選手） - ハマースミス生まれ

### 居住その他ゆかりある人物
- ジョセフ・アディソン（17-18世紀前半の劇作家、エッセイスト） - フラムのサンズ・エンド（Sands End, 現チェルシー・ハーバー界隈）居住[14]。
- ウィリアム・モリス（ヴィクトリア朝期のデザイナー、詩人。アーツ・アンド・クラフツ運動先導者） - 1865年秋、家族と共に現カムデン区ブルームスベリーのクイーン・スクウェア (Queen Square) 26番地の建物に越して住居兼商会に用いた。1879年、ハマースミスのケルムスコット・ハウス (en) に越して亡くなるまでの18年間居住した。
- ウィリアム・ド・モーガン（ヴィクトリア朝期のデザイナー、陶芸家。アーツ・アンド・クラフツ運動の中心の一人） - フラムのサンズ・エンド（Sands End, 現チェルシー・ハーバー界隈）居住[15]。
- マイケル・ケイン（俳優）、トム・ストッパード（チェコ系劇作家、脚本家）、ラルフ・ハルパーン（英語版）（英国の代表的女性ファッションブランドトップショップ〈Topshop〉の80年代躍進期の経営者）、ロビー・ウィリアムズ（ミュージシャン）、エマニュエル・プティ（仏サッカー選手）ら - チェルシー・ハーバーに居住[16][17][18]。
- クリストファー・リー（俳優、怪奇俳優など） - ベルグレイヴィア生まれ。母はイタリア名門家系の出で、幼少期は両親の離婚に伴いスイスベルン州の山間地帯ヴェンゲン (en) や、そして母親の再婚（相手はイアン・フレミングの叔父）に伴いフラムなどに居住[19]。2015年6月、チェルシーの Chelsea and Westminster Hospital で死去。